# Правохеттінське сільське поселення
Пра́вохе́ттінське сільське поселення (рос. Правохеттинское сельское поселение) — сільське поселення у складі Надимського району Ямало-Ненецького автономного округу Тюменської області Росії.
Адміністративний центр та єдиний населений пункт — селище Правохеттінський.
Населення сільського поселення становить 1192 особи (2017; 1325 у 2010, 1515 у 2002).